# Éric Dall'Armellina
Éric Dall'Armellina, né le 15 novembre 1959 à Oullins, est un coureur cycliste français, professionnel de 1982 à 1985.

## Biographie
Découvert par Jean de Gribaldy, il prend le départ du Tour de France en 1983, mais l'année suivante un accident de la route met fin prématurément à sa carrière. 

## Palmarès

### Amateur
- Amateur
  - 1974-1981 : 109 victoires
- 1978
  - Polymultipliée lyonnaise
  - 2e du championnat de France ASSU
  - 2e du Circuit du Cantal
  - 3e du championnat du Lyonnais
  - 3e du Grand Prix de Cours-la-Ville
- 1980
  - 2e du Critérium de La Machine
  - 3e du Grand Prix de Vougy
- 1981
  - Challenge de la Bresse
  - Circuit des Monts du Livradois
  - Circuit de la Drôme
  - 1re étape du Circuit de Saône-et-Loire
  - 2ea étape de la Route de France
  - Prix de Violay
  - Grand Prix du Cru Fleurie

### Professionnel
- 1982
  - 1re étape du Tour de Corse
  - 2e étape de Paris-Bourges
  - 2e du Circuit du Sud-Est
  - 4e de Paris-Tours
- 1983
  - Nice-Alassio
  - Grand Prix de Mauléon-Moulins
  - 2eb étape du Critérium du Dauphiné libéré
  - 9e étape du Tour de Suisse
  - 3e étape du Tour de Lorraine
  - 2e du Grand Prix de Wallonie
- 1984
  - 3ea étape du Tour d'Armorique
  - 2e du championnat de France sur route

## Résultats sur les grands tours

### Tour de France
1 participation
- 1983 : 74e

### Tour d'Espagne
1 participation
- 1984 : abandon (7e étape)[2].